# Svobodnyj, Sverdlovsk oblast
Svobodnyj (ryska Свободный) är en stängd stad i Sverdlovsk oblast i Ryssland. Den ligger 185 kilometer från Jekaterinburg. Folkmängden uppgår till cirka 8 000 invånare.